# Gilberto Suárez Lago
Gilberto Suárez Lago es un político y abogado argentino, miembro del Partido Demócrata Nacional, que fue Diputado de la Nación Argentina, Vicegobernador de Mendoza, Senador de la Nación Argentina.

## El Conservadurismo mendocino
Con la liquidación del Partido Autonomista Nacional, en Mendoza el espectro conservador se nuclea en torno a la Concentración Cívica de Emilio Civit y el Partido Popular de Benito Villanueva. En 1917, de cara a las elecciones de gobernador, ambas fuerzas firman el Acuerdo del Teatro Odeón y forman el Partido Conservador de Mendoza. En 1920 el Partido Conservador de Mendoza se transforma en el Partido Autonomista y, al año siguiente, este pasa a denominarse Liberal, nombre que mantendrá hasta 1935.
El 7 de septiembre de 1930, se produce el desplazamiento de las autoridades provinciales y asume el interventor federal José María Rosa. Tras el desfondamiento político del gobierno nacional de José Félix Uriburu, el interventor Rosa firma el Decreto 1659/31 en acuerdo de ministros, convocando a elecciones generales de autoridades de los poderes ejecutivo y legislativo de Mendoza con una serie de condiciones preestablecidas: 1) la depuración del padrón electoral por parte de una comisión de estudio integrada por políticos conservadores, 2) la conformación de una Junta Electoral permanente a cargo del control del proceso electoral e integrada por funcionarios conservadores; y 3) la reorganización del sistema del partidos con la consiguiente proscripción de la Unión Cívica Radical Lencinista.
En las elecciones gubernativas del 4 de noviembre de 1931, triunfa el Partido Liberal de Mendoza con la fórmula Ricardo Videla/Gilberto Suárez Lago con 25.949 votos (74,19 %) contra 9.027 (25,81%) de la Alianza Civil - coalición integrada por el Partido Demócrata Progresista y el Partido Socialista Argentino-.
En febrero de 1935, Suárez Lago es designado por la Asamblea Legislativa de Mendoza Senador de la Nación en reemplazo del renunciante Cruz Vera, electo vicegobernador. Asume su banca el 2 de mayo de 1935.
En 1937 la Convención del Partido Demócrata Nacional lo designa presidente del mismo y debe negociar con el presidente Agustín P. Justo la fórmula oficialista para la elección presidencial. El 2 de mayo de 1938 asume su segundo período como Senador de la Nación.
En mayo de 1940 es designado integrante de la Comisión Investigadora de la Compra de Tierras en El Palomar, que debió estudiar el procedimiento de compra irregular de un terreno por parte del Ministerio de Guerra de la Nación en el denominado Escándalo del Palomar.